# آيت اعمر أو يشو (تيزي نيسلي)
آيت اعمر أو يشو هي إحدى مشيخات المملكة المغربية، تتبع جغرافيا لإقليم بني ملال وإداريًا لتيزي نيسلي. يقدر عدد سكانها بـ 665 نسمة حسب الإحصاء الرسمي للسكان والسكنى لسنة 2004.